# 柴野春彦
柴野 春彦（しばの はるひこ、1946年 - 1970年12月18日）は、日本の新左翼活動家。24歳で上赤塚交番襲撃事件を起こし、応戦した警察官によって射殺された。日本の新左翼活動家として初めて警察官に射殺された人物である。

## 人物
1966年、横浜国立大学に入学。当初は社学同ML派に所属し、ML派横国大グループの中心メンバーの一人となったが、後に川北三男・川島豪らの「警鐘」グループにML派横国大グループごと合流する。その後、「警鐘」の日本共産党（左派）神奈川県委員会への合流を経て、川北と川島を指導者とする日本共産党（革命左派）神奈川県委員会（京浜安保共闘）が立ち上げられると、その幹部となる。
1969年9月に革命左派が武装闘争を開始すると、柴野は同月3日に行われた愛知外相訪米訪ソ阻止闘争で環状七号線や羽田空港滑走路などに火炎瓶を投げた疑いで逮捕されたが釈放。しかしその後も同年10月21日にアメリカ軍横田基地に侵入して爆弾を投げ込み、軍用機を炎上させた事件、加えて同年11月5日に厚木米軍基地弾薬庫にダイナマイトを仕掛けた事件などに関与したとして指名手配された。1969年12月に川島豪が逮捕された後は、京浜安保共闘の獄外の最高幹部となる。
1970年12月18日に川島奪還のための銃を奪取する目的で、仲間2人とともに上赤塚交番襲撃事件を起こすが、警察官の応戦により射殺された（仲間2人は負傷し、逮捕された）。
12月26日に日比谷野外音楽堂で、京浜安保共闘と新左翼諸派が共催した「柴野同志虐殺弾劾抗議追悼集会」が行われ、約1,000人が集まった。また羽仁五郎、猪俣浩三らは射殺に対し抗議声明を出した。
集会後、京浜安保共闘は戦旗派の反対で集会本体に参加できなかった赤軍派と共同集会を開催、以降両派の共闘が始まることになる。